# ناد۳۲
نود ۳۲ (به انگلیسی: NOD32) یک مجموعهٔ نرم‌افزارهای امنیتی (آنتی‌ویروس) است که توسط شرکت اسلواکیایی ایست تولید می‌شود. به عقیده بسیاری از کارشناسان و صاحب نظران حوزهٔ امنیت رایانه و اینترنت، این برنامه می‌تواند یکی از کارآمدترین و سریعترین برنامه‌ها برای محافظت از رایانه در مقابل ویروسها، تروجانها، و کرم‌های اینترنتی باشد.

## اطلاعاتی دربارهٔ نرم‌افزار

### نام گذاری
NOD مخفف عبارت محلیِ Nemocnica na Okraji Disku است که به معنی «بیمارستان در انتهای دیسک» است و اشاره به سریال درام پزشکی Nemocnice na okraji města دارد که به معنی «بیمارستان در انتهای شهر» است. این سریال که در سال‌های ۱۹۷۷ تا ۱۹۸۱ در بیست قسمت در کشور چکسلواکی پخش شد، بینندهٔ زیادی را به خود جلب کرد و رابطهٔ بین دکترها و مریض‌هایشان را به تصویر می‌کشید.

### بخش‌ها
نود ۳۲ دارای بخش‌های زیر است:
- (AMON (Antivirus MONitor - فایل‌های کامپیوتر را هنگام پردازش از لحاظ دارا بودن ویروس بررسی می‌کند.[۶]
- (DMON (Document MONitor - فایل‌های آفیس را از لحاظ وجود ویروس بررسی می‌کند.[۷]
- (IMON (Internet MONitor - اینترنت را از لحاظ دارا بودن ویروس‌ها و اسپای‌ورها بررسی می‌کند.[۸]
- (EMON (E-mail MONitor - یک کمک برای اوت لوک برای جستجوی ایمیل‌های ویروسی است.
- XMON (MS eXchange MONitor نامه‌های ورودی و خروجی به برنامه مایکروسافت اکسچنج سرور را کنترل می‌کند که البته این امکان فقط برای سرورهای نامه‌است.[۹][۱۰]

### قابلیت‌ها
- چک کردن کدها برای پیدا کردن برنامه‌های مخرب مانند ویروس‌ها، برنامه‌های جاسوسی و…[۱۱]
- جستجوگری با درصدی هوش مصنوعی برای پیدا کردن فایل‌هایی که مشکوک به آلودگی‌های جدید و ناشناخته هستند.
- محافظت از تمام راه‌های نفوذ ویروس‌ها به سیستم شامل: SMTP, POP3, HTTP و all local و removable media
- جلوگیری از اجرا و انتشار فایل‌های آلوده به ویروس.
- توانایی پاک کردن برنامه‌های مخرب فعال در حافظه.
- پاک کردن آلودگی از فایل‌هایی که فقط خواندنی هستند. (مانند فایل‌های DLL در حال اجرا).
- اجرای خودکار در هنگام بالا آمدن ویندوز.
- پشتیبانی از ویندوزهای ۹۵ / ۹۸ / ME / NT / ۲۰۰۰ / ۲۰۰۳ / XP/ ویستا/ویندوز 7 / ویندوز 8 / ویندوز 10 / ویندوز 11[۱۲][۱۳][۱۴][۱۵]

## محصولات برپایه فناوری نود ۳۲
نرم‌افزار اسمارت سکوریتی (Eset smart security) یا به‌طور اختصاری ESS، بسته ضد ویروس برپایه فناوری نود ۳۲ است. طبق اعلام وبگاه eset این نرم‌افزار امنیتی، علاوه ضد ویروس، ضد هرزنامه رایانامه، ضد نرم‌افزار جاسوسی و دیوار آتشین نیز می‌باشد در حالی که ضد ویروس نود 32 (NOD32) تنها ضد ویروس و ضد نرم‌افزار جاسوسی است.

### محصولات دیگر ESET

#### محصولات خانگی
1. ESET NOD32 Antivirus
2. ESET Internet Security
3. ESET Mobile Security[۱۷]
4. ESET Cyber Security
5. ESET Cyber Security Pro
6. ESET NOD32 Antivirus for Linux
7. ESET Parental Control
8. ESET Multi-Device Security Pack
9. ESET Smart Security Premium[۱۸][۱۹][۲۰]

#### محصولات سازمانی
1. ESET Endpoint Protection Standard
2. ESET Endpoint Protection Advanced
3. ESET Secure Business[۲۱]
4. ESET Secure Enterprise
5. ESET Secure Authentication
6. ESET Mail Security
7. ESET Virtualization Security
8. ESET Endpoint Encryption
9. ESET PROTECT Entry
10. ESET PROTECT Advanced
11. ESET PROTECT Complete